# Bright Size Life
| Recensione | Giudizio |
| ---------- | -------- |
| AllMusic   |          |

Bright Size Life è l'album d'esordio del chitarrista jazz statunitense Pat Metheny, pubblicato dall'etichetta discografica tedesca ECM Records nel 1976.

## Tracce
Musiche di Pat Metheny, eccetto dove indicato.
Lato A
1. Bright Size Life – 4:45
2. Sirabhorn – 5:27
3. Unity Village – 3:38
4. Missouri Uncompromised – 4:13

Durata totale: 18:03
Lato B
1. Midwestern Nights Dream – 6:00
2. Unquity Road – 3:36
3. Omaha Celebration – 4:17
4. Round Trip/Broadway Blues – 4:58 (Ornette Coleman)

Durata totale: 18:51

## Formazione
- Pat Metheny – chitarra acustica, chitarra elettrica a 12 corde
- Jaco Pastorius – basso fretless
- Bob Moses – batteria

Note aggiuntive
- Manfred Eicher – produttore
- Martin Wieland – ingegnere delle registrazioni
- Dieter Bonhorst – layout
- Rainer Kiedrowski – fotografia copertina album originale
- Roberto Masotti – fotografia retrocopertina album originale
- Gary Burton – note retrocopertina album originale[2]